# Los herederos
Los herederos és un documental del director, fotògraf i editor mexicà Eugenio Polgovsky que retrata la vida dels nens treballadors i pagèsos de diverses zones rurals de Mèxic. Produïda per Tecolote Films durant tres anys en vuit zones agrícoles i muntanyenques de Mèxic amb el suport del Fons Hubert Bals del Festival Internacional de Cinema de Rotterdam (Països Baixos).

## Sinopsi
Al camp mexicà, la pobresa passa de pares a fills sovint per herència. De generació en generació, els joves reprodueixen les accions dels antics en la mateixa lluita per sobreviure.

## Estrena
Es va estrenar a nivell mundial en la 65a Mostra Internacional de Cinema de Venècia de 2008 i en la Selecció Oficial del 59è Festival Internacional de Cinema de Berlín - Generation, sent la primera vegada que un documental va ser convidat en la seva història.
La directora de la secció Generation del Festival de Cinema de Berlín, Maryanne Redpath va expressar en un comunicat sobre Los herederos:
| « | No podem ignorar material documental d'un impacte tan immens. Estem àvids de participar en els polèmics debats que aquest treball provocarà al llarg de les generacions. | » |

## Crítiques
Els periodistes de Libération, Bruno Icher i Eric Loret, assenyalen que Los herederos és una "bella pel·lícula que resumeix en noranta minuts un dia en una zona rural del seu país". Això és, cruament, sense patetisme ni misèria, allò del que volen fugir desenes de milers de candidats a la immigració il·legal. ».
En el seu reportatge del Festival Internacional de Cinema de La Rochelle de 2011, Julia Allouache del webzine Critikat considera que Los herederos és una de les dues pel·lícules més importants presentades: "Una pel·lícula, però, va aconseguir elevar la veu per sobre del lot i per prevaler: Los herederos f'Eugenio Polgovsky (llançament francès el 21 de setembre de 2011). Sense fer cap comentari, el segon llargmetratge del cineasta mexicà és una mirada als nens que treballen a la zona rural de Mèxic. ».

## Premis i nominacions
Los herederos ha estat àmpliament reconegut per la crítica nacional i internacional i va causar un fructífer debat nacional a Mèxic i França sobre el treball infantil. La seva exhibició en sales de cinema va obtenir un rècord històric d'assistència en la mitjana de quantitat d'espectadors per nombre de còpies en 35mm per a un documental mexicà.
En la LI edició dels Premis Ariel fou premiat amb els premis al millor documental i a la millor edició, i va rebre sis nominacions. També va ser guanyador del Gran Premi Coral del Festival Internacional del Nou Cinema Llatinoamericà de l'Havana, el 2008, entre d'altres.